# نولان غولد
نولان غولد (بالإنجليزية: Nolan Gould)‏ ولد في (18 أكتوبر 1998), في كولومبوس، في ولاية جورجيا، الولايات المتحدة, هو ممثل أمريكي، والذي قام بالتمثيل بدور شخصية «لوك دونفي»  في المسلسل الحائز على جائزة أفضل كوميديا من سلسلة جوائز إيمي مسلسل العائلة الحديثة التي بنيت على شبكة التلفزيونية ABC. وقد فاز وترشح بجائزة نقابة ممثلي الشاشة. وفاز أيضا بجائزتين جائزة الفنان الشاب وجائزة شباب هوليوود.